# 紀元前605年
紀元前605年（きげんぜん605ねん）は、西暦（ローマ暦）による年。紀元前1世紀の共和政ローマ末期以降の古代ローマにおいては、ローマ建国紀元149年として知られていた。紀年法として西暦（キリスト紀元）がヨーロッパで広く普及した中世時代初期以降、この年は紀元前605年と表記されるのが一般的となった。

## 他の紀年法
- 干支 : 丙辰
- 日本
  - 皇紀56年
  - 神武天皇56年
- 中国
  - 周 - 定王2年
  - 魯 - 宣公4年
  - 斉 - 恵公4年
  - 晋 - 成公2年
  - 秦 - 共公4年
  - 楚 - 荘王9年
  - 宋 - 文公6年
  - 衛 - 成公30年
  - 陳 - 霊公9年
  - 蔡 - 文侯7年
  - 曹 - 文公13年
  - 鄭 - 霊公元年
  - 燕 - 桓公13年
- 朝鮮
  - 檀紀1729年
- ユダヤ暦 : 3156年 - 3157年

## できごと

### オリエント
- カルケミシュの戦いで新バビロニア（ナボポラッサル及びネブカドネザル2世）がエジプト（ネコ2世）を撃破。エジプト軍は敗走し、新バビロニアがオリエントの覇権を掌握。
- ナボポラッサルが死去、ネブカドネザル2世が王位継承し拡張政策を推進（ - 紀元前562年）。
- エジプト軍は撤退し、新バビロニアがシリア・パレスチナを支配。ユーフラテス川以東が勢力圏となる。

### 中国
- 斉と魯が莒と郯のあいだの講和を仲介しようとした。莒が講和を拒否したため、魯が莒を攻め、向を奪った。
- 鄭の子公（公子宋）と子家（公子帰生）が霊公を殺害した。
- 赤狄が斉に侵攻した。
- 楚で若敖氏の反乱が起こった。荘王は皋滸で会戦して若敖氏を滅ぼした。
- 楚軍が鄭に侵攻した。

## 死去
- ナボポラッサル - 新バビロニアの初代の王
- 鄭の霊公